# Cazalis (Gironde)
Cazalis település Franciaországban, Gironde megyében. Lakosainak száma 255 fő (2022. január 1.). Cazalis Préchac, Bourideys, Lucmau és Callen községekkel határos.

## Népesség
A település népességének változása:
| Lakosok száma | 199  | 158  | 177  | 210  | 242  | 244  | 236  | 236  | 239  | 255  |
|               | 1968 | 1982 | 1990 | 2006 | 2013 | 2015 | 2017 | 2019 | 2020 | 2022 |